# Елдер Кабрал
Елдер Жозе Вас Кабрал (на португалски: Hélder José Vaz Cabral) е португалски футболист, защитник.

## Кариера
Кабрал тренира в три юношески школи, преди да подпише първи професионален договор с отбора на Витория Гимараеш. Няколко години играе като преотстъпен в Драгоеш, Валдевес и Морейренсе. През юни 2007 г. е привлечен в Ещрела Амадора. Вкарва само един гол на 6 януари 2008 г., който става ценен и помага на отбора да се спаси от изпадане. През януари 2009 г., след неуспешен престой в датския Вайле Болдклуб, Кабрал се завръща в родината си и облича фланелката на Академика. На 7 август 2013 г. преминава в кипърския АПОЕЛ. Прави дебюта си на 19 септември срещу Макаби Тел Авив в груповата фаза на Лига Европа. В края на януари 2014 г. е освободен по взаимно съгласие.

## Отличия
- Носител на Купата на Португалия (1): 2012
- Носител на Суперкупата на Кипър (1): 2013